# 6. Gebirgs-Division
La 6. Gebirgs-Division (6ª divisione da montagna) era una divisione della Wehrmacht di truppe da montagna, l'equivalente degli Alpini italiani, operativa durante la seconda guerra mondiale. Combatté nell'operazione Marita, l'invasione della Grecia, a Creta, nel fronte orientale e in Italia, dove si arrese agli Alleati verso la fine delle ostilità.
Militari degni di nota appartenuti a questa divisione furono Åke Aspegrén, volontario svedese che organizzò un'unità di slitte trainate da cani che risultò l'unica in tal senso ad operare nella Wehrmacht; Franz Kutschera servì nell'unità nel 1940, in seguito Brigadeführer, Gauleiter della Carinzia, SS- und Polizeiführer di Mahilëŭ nel 1943 e di Varsavia nel 1943-1944, ucciso dall'Armia Krajowa nel 1944; Helmuth Raithel, diventato comandante di divisione delle Waffen-SS; Ferdinand Schörner, l'ultimo feldmaresciallo tedesco rimasto in vita, detentore della Croce di Cavaliere con fronde di quercia, spade e diamanti.

## Storia
La 6. Gebirgs-Division venne formata il 1º giugno 1940 e servì, a luglio, come forza d'occupazione in Lorena prima di essere inviata a dicembre in Polonia. Partecipò quindi nell'aprile 1941 all'invasione della Grecia contribuendo, tra le altre cose, alla presa di Atene assieme alla 2ª divisione corazzata; rimase in Grecia fino al settembre 1941, data in cui venne dislocata in Finlandia settentrionale. Nel gennaio 1942 si trovava in Lapponia da dove avanzò, a luglio, fino alle coste del Mare glaciale artico. La divisione rimase in Unione Sovietica fino al gennaio 1944, quando l'uscita della Finlandia dalla guerra la costrinse a ripiegare in Norvegia. La 6. Gebirgs-Division si arrese ai britannici a Lyngenfjord l'8 maggio 1945.
Durante la guerra alla 6. Gebirgs-Division fu aggregata un'unità di slitte trainate da cani organizzata dal volontario svedese Åke Aspegrén, che entrò nella Wehrmacht verso la fine del 1941. Il primo, e unico in tutte le forze armate tedesche, a sperimentare queste slitte fu il 141. Gebirgsjäger-Regiment (141º reggimento truppe da montagna) che le impiegò in raid dietro le linee nemiche.
Verso la fine della guerra, più precisamente il 27 aprile 1945, Karl Renner proclamò la nascita della seconda repubblica austriaca e ai primi di maggio inviò via radio un messaggio a tutti i soldati austriaci inquadrati nelle forze armate tedesche, chiedendo loro di arrendersi o disertare. La 4ª batteria di artiglieria da montagna del 118º reggimento artiglieria della 6ª divisione da montagna, basata vicino Signaldalen, udì il messaggio ma subito arrivò l'ordine del comandante della divisione, colonnello Josef Remold, di non obbedire a quanto detto da Renner, vietando altresì l'ascolto della radio. Cinquantanove uomini della 4ª batteria non prestarono attenzione alle parole di Remold e, alla guida del caporale maggiore Bruckner, uccisero il capitano Dirmbacher e il tenente Fromm, quindi la maggior parte di loro raggiunse la Svezia dove vennero internati, mentre 11 vennero catturati dai tedeschi; il 10 maggio 1945 quattro di loro (Rudolf Zatsch, Josef Wenzl, Leopold Wickenhauser e Hartmut Feyertag) vennero fucilati come ordinato dal generale Ferdinand Jodl.

## Ordine di battaglia
Gennaio 1941
- Stab (quartier generale)
- 141. Gebirgsjäger-Regiment (141º reggimento truppe da montagna)
- 143. Gebirgsjäger-Regiment
- 112. Aufklärungs-Bataillon (mot) (112º reggimento ricognizione motorizzato)
- 47. Panzerjäger-Battalion (47º battaglione anticarro)
- 85. Light Flak Battery (Luftwaffe) (85ª batteria antiaerea leggera della Luftwaffe)
- 118. Gebirgs-Artillerie-Regiment (118ºreggimento artiglieria da montagna)
  - Su quattro battaglioni, più la 1ª compagnia del 231º battaglione
- 91. Gebirgs-Pionier-Bataillon (91º battaglione del genio militare)
- 91. Nachrichten-Bataillon (91º battaglione comunicazioni)
- Unità di servizi e supporto

Gennaio 1945
- Stab
- 141. Gebirgsjäger-Regiment
  - Su tre battaglioni
- 143. Gebirgsjäger-Regiment
  - Su tre battaglioni
- 112. Aufklärungs-Bataillon
- 47. Panzerjäger-Battalion (mot)
- 118. Gebirgs-Artillerie-Regiment
  - Su quattro battaglioni di cui uno motorizzato
- 91. Gebirgs-Pionier-Bataillon
- 118. Feldersatz-Battalion (118º battaglione rimpiazzi)
- 91. Gebirgs-Nachrichten-Bataillon
- Unità di servizi e supporto

## Decorazioni
Trentasei soldati della 6. Gebirgs-Division vennero premiati con la Croce Tedesca in oro, 8 con la spilla d'onore dell'esercito in oro e 13 con la Croce di Cavaliere della Croce di Ferro. Un soldato, il Generalmajor Christian Philipp, si vide premiato con l'Ordine della Croce della Libertà (croce di I classe con stella) il 28 marzo 1942.

## Comandanti
| Nome               | Grado           | Inizio          | Fine            |
| Ferdinand Schörner | Generalmajor    | 31 maggio 1940  | 15 gennaio 1942 |
| Christian Philipp  | Generalleutnant | 17 gennaio 1942 | 20 agosto 1944  |
| Max-Josef Pemsel   | Generalleutnant | 20 agosto 1944  | 5 aprile 1945   |
| Wilhelm Rademacher | Oberst          | 5 aprile 1945   | 26 aprile 1945  |
| Josef Remold       | Oberst          | 26 aprile 1945  | 8 maggio 1945   |

Dati tratti da: